# 윤여진
윤여진(1974년 9월 3일 ~ )은 한국의 여자 성우다. 1997년 10월 투니버스 3기 공채 성우로 데뷔한다.

## 내력
1998년, 당시 동기들 중 최연소로 입사.
혈액형은 O형이며, 2000년에 프리랜서가 되어 현재 활발한 활동중이다.

## 출연
굵은 글씨는 메인 캐릭터.

### TV 애니메이션
- 7인의 나나 (퀴니) - 나나페
- 건방진 천사 (퀴니) - 아마츠카 츠바사
- 건퍼레이드 마치 (애니맥스) - 카토 마츠리
- 그 남자! 그 여자! (투니버스) - 채은별
- 까이유의 이야기 나라 (투니버스) - 까이유
- 내일의 나쟈 (투니버스) - 실비 아르테
- 닌자펭귄 땡글이 (투니버스) - 라비
- 닥터 슬럼프 (투니버스) - 홍단비 선생님
- 델토라 퀘스트 (애니맥스) - 자스민
- 란마1/2 (투니버스) - 주두나(텐도 나비키)
- 마법소녀 리리칼 나노하 (퀴니) - 린디 하라오운
- 마법의 스테이지 팬시라라 (투니버스) - 피그
- 명탐정 코난 (투니버스) - 신금선, 양양희, 주경혜
- 서쪽의 착한 마녀 (애니맥스) - 아데일 로렌드
- 울트라 매니악 (퀴니) - 니나 엄마
- 아침안개의 무녀 (투니버스) - 히에다 유즈
- 은혼 (투니버스) - 시무라 타에
- 이누야샤 4번째 극장판 - 홍련의 봉래도 (투니버스) - 아사기
- 짱구는 못말려 극장판 (챔프) - 나미리 선생님
- 달려라 이다텐 (투니버스) - 민호진
- 짱구는 못말려 (SBS, 투니버스) - 차은주, 내마루
- 침푸이 (투니버스) - 엄마
- 크르노 크루세이드 (투니버스) - 쉐다
- 엔젤릭 레이어 (투니버스) - 세라
- 투하트 (투니버스) - 강보경
- 파워레인저 SPD/파워레인저 갤럭시포스(18화)(투니버스, 대원방송) - SP핑크 "유리카" (코도우 코우메 "우메코")
- 학원 앨리스 (투니버스) - 이선우
- 후르츠 바스켓 (대원방송) - 신미나(미나미), 어린 송유진, 진송이, 송예림 엄마, 송가을 엄마, 송대협 엄마
- 라제폰 (대원방송) - 미시마 레이카
- 쾌걸 조로리 2기 (투니버스) - 밀리
- 달빛천사 (투니버스) - 마도카 / 소라 / 닉 플랭클린
- 슈가슈가 룬 (투니버스) - 캔디 여왕
- Yes! 프리큐어5 (대원방송) - 이소망(큐어 드림)
- 캐릭캐릭 체인지 두근두근 (투니버스) - 유나
- 꿈빛 파티시엘 (투니버스) - 공주희 / 마롱 / 진진
  - 꿈빛 파티시엘 프로페셔널 (투니버스) - 공주희 / 마롱
- 스피어즈 (MBC) - 나연 엄마 / 리아
- 이소룡 전기 (SBS) - 존스 (Natalia Dzyublo)
- 파딩숲 친구들의 모험 (투니버스) - 황조롱이
- 나의 파트라슈 (투니버스) - 보노
- 노다메 칸타빌레 (애니맥스) - 노다메
  - 노다메 칸타빌레 파리편 (애니맥스) - 노다메
  - 노다메 칸타빌레 피날레 (애니맥스) - 노다메
- 와라! 편의점 (투니버스) - 임은아
- 사일런트 뫼비우스 (애니맥스) - 레비아 매버릭 / 어린 나미
- 빌리의 대모험 (투니버스) - 미나
- 로봇전사 감마 (투니버스) - 주새롬
- Happy birthday to China (투니버스)
- 총몽 (투니버스)
- 미소녀 전사 익셀리온 (투니버스) - 여학생B
- 스피릿 오브 원더 - 소년과학클럽 (투니버스) - 차이나
  - 스피릿 오브 원더 - 미스 차이나 (투니버스) - 차이나
- 리지는 사춘기 (투니버스) - 리지 남동생
- 펫숍 오브 호러즈 (투니버스) - 질(여형사)
- 바비의 백조의 호수 (투니버스) - 리라
- 미스터맨 쇼 (카툰네트워크) - 겁주기 양
- 날아라 방울방울 친구들 (카툰네트워크) - 꼬질 군
- 초기동전설 다이나기가 (투니버스) - 애리
- 더티페어 FLASH (투니버스)
- 직스 레벨2 (퀴니) - 메건 엄마
- 개구쟁이 스머프 (니켈로디언) - 덩치 스머프
- 캡틴 날개 (스페이스툰) - 한날개 엄마
- 말괄량이 마법학교 (투니버스) - 에델
- 이트맨 (투니버스) - 큐레네
- 이트맨 98 (투니버스) - 마이라
- 외계소년 위제트 - 조연 다수
- 왕도둑 징 (투니버스) - 엘릭시르 / 듀보네 백작 부인
- 체포하겠어 (투니버스) - 준
- 무적왕 트라이제논 (투니버스) - 리키
- 시험의 신 (투니버스) - 유미
- 마루코는 아홉살 (투니버스, 애니맥스) - 타로
- 탐정학원 Q (투니버스) - 마야
- 록맨 에그제 스트림 (투니버스) - 테슬라 마그넷
- 몬스터 (투니버스) - 콜레터
- 오란고교 사교클럽 (투니버스) - 오오토리 후유미 / 여학생4
- 드래곤볼 Z (투니버스) - 치치
  - 드래곤볼GT (투니버스) - 치치
- 가면라이더 파이즈 (투니버스) - 사야
- 아가사 크리스티의 명탐정 포와로와 마플 (투니버스) - 엘자 하트
- 조이드 (투니버스) - 문베이
- 에어마스터 (투니버스) - 토미코
- 레인 (투니버스) - 리카
- 멜티랜서 (투니버스) - 준
- 프리즌 브레이크 (SBS)
- 기갑경찰 메탈잭 (투니버스) - 소영
- 바이스 크로이츠 (투니버스) - 아라
- 상상꾸러기 모나 (투니버스) - 찰리
- 자니 브라보 (투니버스)
- 은장기공 오디안 (투니버스) - 차차
- 시끌벅적 토마토 트윈스 (투니버스) - 티요
- 떴다! 방울이 (투니버스) - 팬더 / 혜미 엄마
- 신혼합체 고단나 (MBC 무비스) - 미라
- 플랜더스의 개 극장판 (재능TV) - 아로아 엄마
- 치즈 스위트 홈 (투니버스) - 엄마
- 나루토 질풍전 극장판(인연) - 숙명의 재회 (투니버스) - 아마루
- 웨딩피치 (투니버스) - 피치 엄마
- 매일엄마 (투니버스) - 엄마
- 괴도 조커 (카툰네트워크) - 도개비 형사의 아내
- 도깨비언덕에 왜 왔니? (투니버스) - 가람 엄마
- 포켓몬스터W (투니버스) - 모젤란

### 극장판 애니메이션
- 짱구는 못말려 극장판: 아뵤! 쿵후 보이즈 ~라면대란~ - 차은주
- 짱구는 못말려 극장판: 동물소환 닌자 배꼽수비대 - 이영선
- 극장판 짱구는 못말려: 우리들의 공룡일기 - 차은주 / 빌리의 엄마
- 다마고치 극장판 1기: 두근두근 우주의 미아 (카툰네트워크) - 구치파치
- 다마고치 극장판 2기: 우주제일의 행복한 이야기 (카툰네트워크) - 구치파치

### 웹투니메이션
- 와라! 편의점 The animation (네이버 만화) - 임은아

### 영화
- 하우스 어레스트 (SBS) - 브룩 (제니퍼 러브 휴이트)
- 엑스맨 (SBS) - 돌연변이 학생(서멜라 케이)
- 미스언더스탠드 (SBS) - 에밀리 울프메이어 (케리 러셀)
- 더 캣 (SBS) - 띵 원 (댄 카스텔라네타)
- 팜므 파탈 (SBS) - 항공 직원(로렌스 브레에레)
- 러브레터 (SBS) - 여자 이츠키 (나카야마 미호/사카이 미키)
- 세가지 색 레드 (SBS) - 카린 (프레드릭 프데르)
- 의뢰인 (SBS)
- 소림축구 (SBS) - 아매 (조미)
- 거북이도 난다 (SBS) - 아그린 (아바즈 라티프)
- 미스틱 리버 (SBS) - 어린 데이브(카메론 보웬) / 지미의 작은 딸(셀린느 뒤 테르트르)
- 저스트 라이크 헤븐 (SBS) - 카트리나 (이바나 밀리체빅)
- 투 윅스 노티스 (SBS) - 로렌 (프랜시 스위프트)
- 사랑할 때 버려야 할 아까운 것들 (SBS) - 타냐(타냐 스위트)
- 귀여운 여인 (SBS)
- 25살의 키스 (SBS)
- 샤베르대령 (SBS)
- 나이트 플라이트 (SBS) - 리사 라이저 (레이철 매캐덤스)
- 벤10: 과거로의 질주 (카툰네트워크) - 제이티 (타일러 포덴)
- 오! 해피데이 (SBS) - 여자 성우 (배우로 출연)

### 게임
- 건담전기 - 메이 커윈
- 그라나도 에스파다 - 여자 머스킷티어, 여자 위자드
- 그랜드체이스 - 엘리시스, 리르, 아르메
- 그랜드체이스 For kakao - 엘리시스
- 드래곤네스트 - 아처, 보우마스터, 아크로뱃
- 로망레느 - 디아나, 폰테인
- 로스트 오딧세이 - 쿡
- 마비노기 영웅전 - 이비, 나레이션, 앨리스
- 메이플스토리 - 오즈, 오르카, 열 마리의 부기, 카산드라의 팬, 에피네아, 리린, 리켈라, 에레브 장로, 소울마스터(출진), 나이트워커(출진), 라하 앵글러
- 메이플스토리2[1] - 트리니
- 언리미티드 사가 - 루비, 은의 소녀
- 에이지 오브 코난 - 케실다, 트윙클
- 엘소드 - 엘리시스
- 월드 오브 워크래프트 - 인간 여자(캐릭터)
- 창세기전3 - 진 라휘나(구름의 라만), 슈 라휘나(물의 유가네아), 레오파드
- 테일즈 오브 데스티니2 (PS2) - 나나리 프렛치

### 홍보영상
- 이마트 자연주의

### 광고
- 라테일